# Адамава
Адамава је једна од савезних држава Нигерије. Налази се на истоку земље у истоименом планинском појасу према Камеруну, а главни град државе је Јола. 
Држава Адамава је формирана 1991. године. Заузима површину од 36.917 km² и има 3.737.223 становника (подаци из 2006). 